# Посольство Чорногорії в Російській Федерації
Посольство Чорногорії в Російській Федерації — офіційна дипломатична місія Чорногорії в Росії, розташована в Москві на Якиманці на Митній вулиці.
Надзвичайний і Повноважний Посол Чорногорії в Російській Федерації: Раміз Башич (із 2018 року)

## Посли Чорногорії в Росії

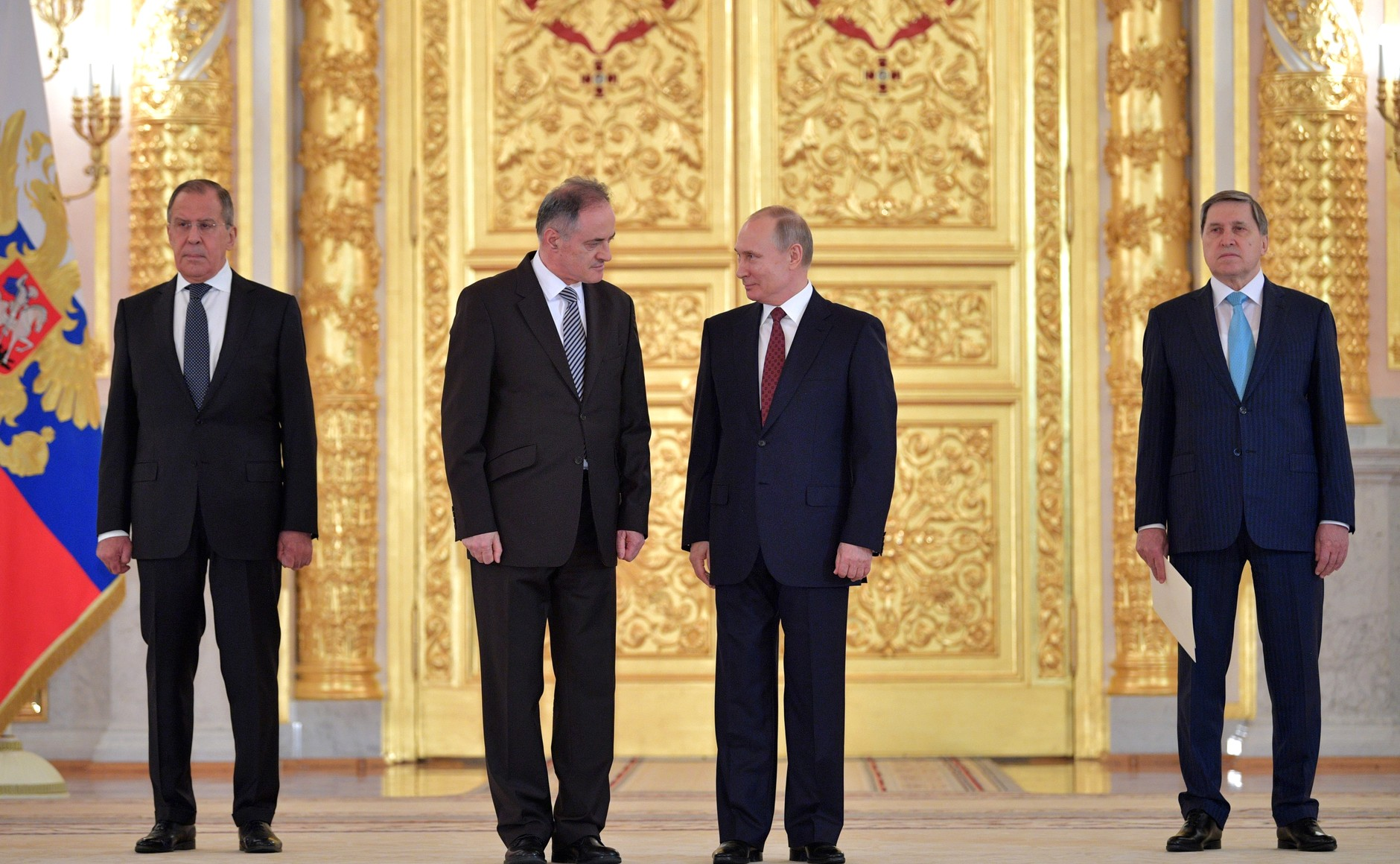
Володимир Путін з послом Чорногорії в Росії Рамізом Башичем, 2018 рік

- Міодраг Колевич (2007—2008), Тимчасовий повірений у справах Посольства Чорногорії в Російській Федерації.
- Слободан Бацкович (2008—2011)
- Міодраг Колевич (2011—2012), Тимчасовий повірений у справах Посольства Чорногорії в Російській Федерації
- Зоран Йоцович (2012—2016)[1]
- Ігор Йовович (2016—2018)[2]
- Раміз Башич (2018—2020))[3]
- Мілорад Шчепанович (2020 — н. ч.)